# Djègbè
Djègbè ist ein Arrondissement im Departement Zou im westafrikanischen Staat Benin. Es ist eine Verwaltungseinheit, die der Gerichtsbarkeit der Kommune Abomey untersteht.

## Demografie und Verwaltung
Gemäß der Volkszählung 2013 des beninischen Statistikamtes INSAE hatte das Arrondissement 23.934 Einwohner, davon waren 11.193 männlich und 12.741 weiblich.
Von den 41 Dörfern und Quartieren der Kommune Abomey entfallen sieben auf Djègbè:
1. Djègbé
2. Goho
3. Tohizanly
4. Sohouè
5. Gbècon-Houégbo
6. Djimè
7. Sogbo-Aliho